# Tolcz
Tolcz – (wcześniej Tulce, niem. Tolz), wieś w Polsce położona w województwie zachodniopomorskim, w powiecie stargardzkim, w gminie Stara Dąbrowa, położona 5 km na północny zachód od Starej Dąbrowy (siedziby gminy) i 15 km na północny wschód od Stargardu (siedziby powiatu).
W latach 1975–1998 miejscowość administracyjnie należała do województwa szczecińskiego.

## Zabytki
- dwór (pałac), 1835, 1926, park dworski[3].